# Liste de localități din Republica Moldova grupate pe raioane
Aceasta este o listă de liste de localități din Republica Moldova, grupate pe raioane.
- Municipiul Chișinău
- Municipiul Bălți
- Municipiul Bender (Tighina)
- Anenii Noi
- Basarabeasca
- Briceni
- Cahul
- Camenca
- Călărași
- Cantemir
- Căușeni
- Cimișlia
- Criuleni
- Dondușeni
- Drochia
- Dubăsari
- Edineț
- Fălești
- Florești
- Glodeni
- Hîncești
- Ialoveni
- Leova
- Nisporeni
- Ocnița
- Orhei
- Rezina
- Rîșcani
- Sîngerei
- Soroca
- Strășeni
- Șoldănești
- Ștefan Vodă
- Taraclia
- Telenești
- Ungheni
- Unitatea Teritorială Autonomă Găgăuzia
- Unitățile Administrativ-Teritoriale din Stînga Nistrului.